# ستيفن دياز
ستيفن بينيديك دياز (بالإنجليزية: Steven Benedic Dias) (مواليد 25 ديسمبر 1983 في مومباي) لاعب كرة قدم هندي دولي يجيد اللعب في خط الوسط . يلعب حاليا لصالح نادي ماهيندرا يونايتد الهندي منذ 2005 .

## روابط خارجية
- ستيفن دياز على موقع الاتحاد الدولي (مؤرشف)  (الإنجليزية)
- ستيفن دياز على موقع قاعدة بيانات كرة القدم.إي يو (الإنجليزية)
- ستيفن دياز على موقع ناشيونال فوتبول تيمز (الإنجليزية)
- ستيفن دياز على موقع Soccerway.com (الإنجليزية)